# 大町地震
大町地震（おおまちじしん）は、1918年（大正7年）11月11日に長野県大町市付近を震源として発生した内陸地震。1858年の地震（信濃大町地震）と区別するため、大正大町地震とも呼ばれている。

## 解説
いわゆる双子地震で、2時59分 M 6.1 と16時04分 M6.5 により住居全壊6棟、土地の隆起などの被害を生じた。また、震央付近で約200mm隆起し、大町西方の清水地区寺海戸から大崎付近にかけて地表地震断層（寺海戸断層）が出現した。ただし、家屋被害の詳細は資料編纂者により異なっている。
震源要素は、下記の様に分析されている。
- 2時59分 マグニチュード 6.1 (前震) - 北緯36度30分 東経137度54分 / 北緯36.5度 東経137.9度 地殻内浅い
- 16時4分 マグニチュード 6.5 (本震) - 北緯36度30分 東経137度54分 / 北緯36.5度 東経137.9度 地殻内浅い

NE-SSW走向、西傾斜の震源断層の逆断層運動による。
地震規模などの経験則から活動した断層長は約10kmと推定されている。しかし、大正時代の地震のため地震発生時の記録の精度が十分でなく、後年様々な解析が試みられたが起震断層の特定は行えていない。

## この地域で発生した他の地震
- 信濃大町地震（1858年） - M 5.7。信濃大町地震の詳細は資料が残されておらず一切不明である。しかしながら、宇佐美龍夫は震源域を神城断層南部から松本盆地東縁断層北部と想定している[5]。1854年に発生した安政東海地震の誘発地震ともされる。